# Opeatogenys cadenati
Opeatogenys cadenati är en fiskart som beskrevs av Briggs, 1957. Opeatogenys cadenati ingår i släktet Opeatogenys och familjen dubbelsugarfiskar. Inga underarter finns listade i Catalogue of Life.